# Newlands Stadium
Newlands Stadium (in afrikaans Nuwelandstadion) è un impianto sportivo polivalente sudafricano di Città del Capo.
Inaugurato nel 1890, è dedito principalmente al rugby ed è di proprietà della federazione rugbistica del Capo Occidentale le cui due squadre, gli Stormers in Super Rugby e il Western Province in Currie Cup, ivi disputano gli incontri interni.
Si tratta del più antico stadio di rugby del Paese e il quarto più antico del mondo, che ospitò diversi incontri della Coppa del Mondo di rugby 1995 compresa una delle semifinali, e fu per circa un quinquennio anche terreno interno della squadra di calcio dell'Ajax Cape Town.
Nonostante le quattro ristrutturazioni cui è stato sottoposto nella sua ultracentenaria storia, Newlands è destinato alla demolizione, presumibilmente nel 2021 dopo che la Western Province Rugby Union ha annunciato la presa in gestione per 99 anni del più nuovo impianto cittadino Cape Town Stadium, costruito in occasione del mondiale di calcio 2010, in quanto l'obsolescenza della struttura non permette più ammodernamenti in economia.

## Storia
Il terreno su cui sorge l'impianto, nel quartiere semicollinare di Newlands a Città del Capo, fu acquistato dalla Western Province Rugby Union nel 1888 e due anni dopo, il 31 maggio 1890, fu inaugurato con un incontro tra due squadre locali davanti a circa 2400 spettatori, ma già l'anno successivo ospitò il suo primo incontro internazionale, l'esordio assoluto degli Springbok, la nazionale sudafricana di rugby, contro i British and Irish Lions in tour.

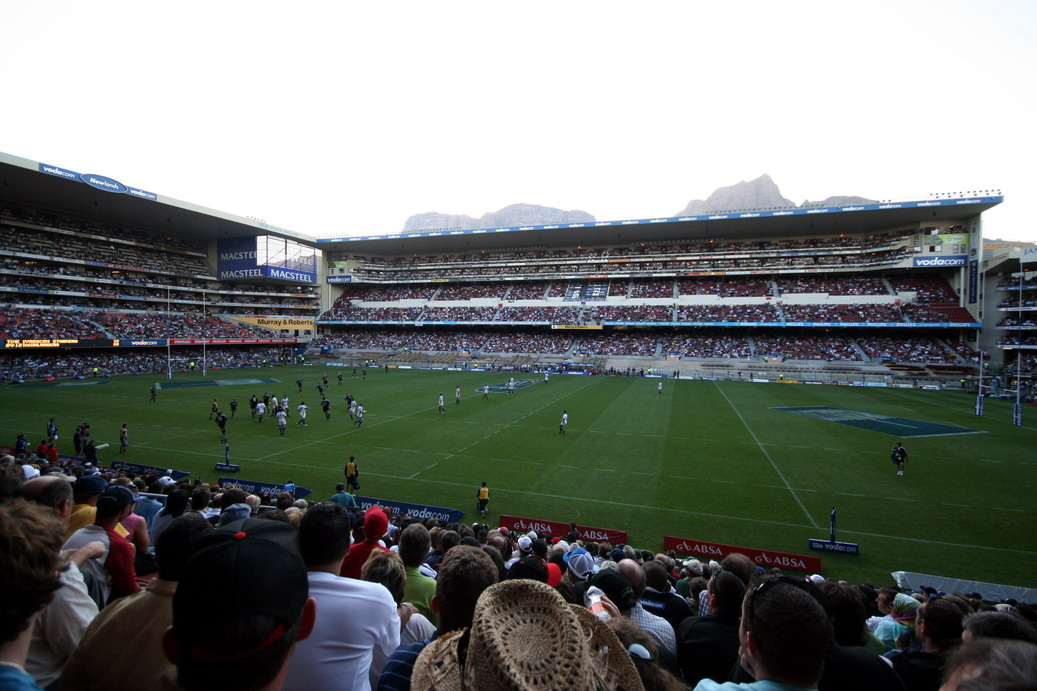
La tribuna centrale dello stadio con vista sulla montagna della Tavola

Per circa trent'anni l'impianto non subì trasformazioni fino al 1919, quando fu eretta la prima tribuna in cemento.
Pochi anni più tardi, nel 1927, fu edificata la tribuna centrale con rotazione di 90 gradi del terreno di gioco e allineamento longitudinale in direzione nord-sud.
Nel 1931, inoltre, giunse una nuova gradinata sul lato meridionale.
Nei suoi primi quarant'anni di vita Newlands ospitò solo test match dei locali contro i British Lions; la prima selezione internazionale al di fuori di quella interbritannica fu la Nuova Zelanda che ivi vinse 13-7 durante il suo tour in Rhodesia e Sudafrica del 1928; a livello di rugby di club, altresì, era stabilmente usato come campo interno del Western Province.
Negli anni cinquanta furono ampliate e completate le tribune centrali e meridionali, aggiunti gli ascensori, e negli anni settanta il South African Rugby Board (la federazione rugbistica "bianca" preesistente all'attuale South African Rugby Union) trasferì la propria sede presso lo stadio, con conseguente installazione di postazioni riservate e private a disposizione della federazione.
Negli anni novanta giunse un'ulteriore e più importante ristrutturazione, alla luce della ventilata assegnazione al Sudafrica della Coppa del Mondo di rugby 1995 a seguito della fine del regime segregazionista razziale ivi in vigore per più di quarant'anni: il torneo fu effettivamente assegnato al Paese e Newlands ospitò l'incontro di apertura della terza Coppa del Mondo, la vittoria degli Springbok per 27-24 sull'Australia.
Fu, anche, teatro della semifinale tra Nuova Zelanda e Inghilterra, vinta dagli All Blacks 45-29 e che vide l'esplosione e l'affermazione internazionale di Jonah Lomu, autore di una spettacolare meta agli inglesi dopo solo 90 secondi di gioco.
Con l'avvento del professionismo, inoltre, la federazione del Capo Occidentale istituì anche una propria squadra, gli Stormers, che rappresentasse la provincia nel neonato torneo per franchise, il Super 12, e Newlands fu lo stadio d'elezione della neonata formazione.
La federazione iniziò anche a vendere i diritti di naming dell'impianto, che nel 1996 furono ceduti per 4 anni all'impresa di assicurazioni Norwich, poi rilevata nel 2000 da Fedsure Insurance; nel 2002 la banca sudafricana Investec preferì lasciare il nome originale di Newlands allo stadio e, successivamente, nel 2005 Vodacom per un breve periodo rinominò l'impianto Vodacom Park per poi tornare anch'essa al nome originario.

### Gli ultimi anni
A inizio anni duemila il Sudafrica fu designato dalla FIFA all'organizzazione del diciannovesimo campionato mondiale di calcio, in programma per il 2010.
Il comitato organizzatore, nel dossier consegnato alla FIFA, aveva originariamente indicato Newlands Stadium, che sorge in una zona benestante della città, come impianto di Città del Capo destinato a ospitare gare del torneo, ma la nuova maggioranza provinciale dell'ANC era più orientata a portare la manifestazione all'Athlone Stadium, che si trova in un quartiere popolare in prevalenza di colore, allo scopo di promuovere lo sviluppo delle infrastrutture sportive in tale zona.
In un'ispezione del 2005, tuttavia, la FIFA pose il veto a tale soluzione, per via dell'impatto negativo sui media e sugli spettatori paganti, e impose di fatto la costruzione di un nuovo impianto, successivamente noto come Cape Town Stadium, riservando Athlone agli allenamenti. 
Con il Cape Town Stadium fresco di costruzione, la demolizione di Newlands fu paventata una prima volta nel 2009 anche se all'epoca la WPRU smentì categoricamente ogni proposito di abbandono della struttura a breve termine.
La destinazione finale di Newlands fu, tuttavia, solo rimandata di un decennio: nel 2019 Investec propose alla WPRU, in difficoltà finanziarie, il trasferimento al Cape Town Stadium dal 2021 e la vendita dello stadio, ormai troppo vecchio per poterlo ristrutturare in economia: è infatti definito al di sotto di qualsiasi moderno standard di fruibilità.
L'accordo proposto dalla municipalità di Città del Capo, proprietaria del nuovo impianto, fu accettato con conseguente vendita di Newlands a Investec dietro corrispettivo di 110000000 di rand (circa 5800000 €) più il 5% sui profitti da ristrutturazione e il 3,5% del ricavo da rivendita.
In base a tale accordo, WPRU acquisisce la concessione per 99 anni del Cape Town Stadium e ne diventa il gestore a partire dal 1º gennaio 2021; nonostante le proteste in città e i tentativi di impedire la demolizione di Newlands e la trasformazione dell'area, il presidente di WPRU Zelt Marais confermò che la stagione 2020 è l'ultima di scena nel vecchio stadio, e che ragioni economiche indifferibili rendono indispensabile l'adozione del più moderno impianto.
Il progetto di sviluppo presentato da Investec prevede la costruzione di unità di edilizia residenziale e commerciale sull'area fino al 2021 occupata dallo stadio.

## Usi sportivi
A fronte di un significativo utilizzo nel rugby internazionale (a parte gli incontri di altre squadre durante la Coppa del Mondo 1995, Newlands ospitò 54 volte il Sudafrica tra il 1881 e il 2018, con 35 vittorie, 2 pareggi e 17 sconfitte), lo stadio fu pochissimo usato, come del resto l'intera Città del Capo, come sede interna degli incontri dei Bafana Bafana, la nazionale maschile di calcio: se infatti il calcio internazionale giunse in città solo nel 1992 al Goodwood Showgrounds, Newsland ospitò il suo primo incontro tra nazionali di tale disciplina solo il 18 settembre 1999, quando il Sudafrica incontrò l'Arabia Saudita in occasione dell'incontro di andata della Coppa delle nazioni afro-asiatiche 1997.
A livello di club, come detto, fu la casa del Western Province sin dall'inaugurazione, e degli Stormers dalla loro nascita nel 1997; tra il 2001 e il 2005, fu, altresì, anche il campo interno della formazione calcistica dell'Ajax Cape Town in via continuativa; la squadra tornò a giocare saltuariamente a Newlands anche dopo il trasferimento all'Athlone Stadium.

## Incontri internazionali di rilievo

### Calcio
| Arbitro: | Felix Tangawarima |

|             |           |  |
| Ndlanya 48’ | Marcatori |  |

### Rugby a 15
| Arbitro: | Stephen Hilditch |

|                                        |      |                                                   |
| R. Underwood 58’, 80’ Carling 68’, 73’ | mt   | 2’, 25’, 41’, 70’ Lomu 11’ Kronfeld 51’ G. Bachop |
| Andrew 58’, 68’, 73’                   | tr   | 11’, 41’, 70’ Mehrtens                            |
| Andrew 21’                             | c.p. | 12’ Mehrtens                                      |
|                                        | drop | 20’ Z. Brooke 78’ Mehrtens                        |